# Chalkus

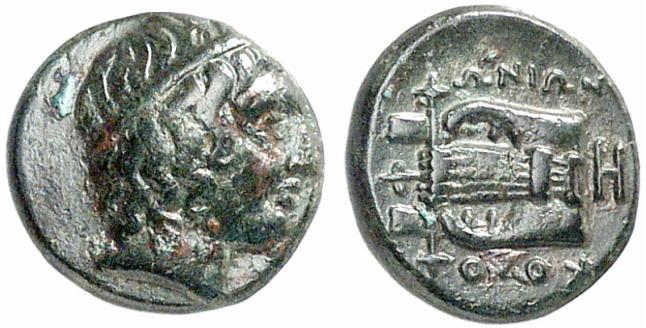
Chalkus z Kolofonu

Chalkus, chalk (gr. ο χαλκούς, „miedziak”) – w starożytności miedziana (brązowa) moneta grecka o wartości ⅛ obola (Ateny) bita od V w. p.n.e.